# منتخب جزر البهاما لكرة السلة للسيدات
منتخب جزر البهاما لكرة السلة للسيدات  هو ممثل جزر البهاما الرسمي في المنافسات الدولية في كرة السلة للسيدات
.